# جيك جولد
جيك جولد هو مدير مواهب كندي، ولد في 4 أبريل 1958 في نيوجيرسي في الولايات المتحدة.